# Тополівка (Чернігівський район)
Тополівка — селище в Україні, у Тупичівській сільській громаді Чернігівського району Чернігівської області. Населення становить 77 осіб. До 2017 року орган місцевого самоврядування — Тупичівська сільська рада.

## Географія
Селище Тополівка розташоване за 48 км від обласного центру та 4 км від адміністративного центру сільської громади села Тупичів.

## Історія
12 червня 2020 року, відповідно до розпорядження Кабінету Міністрів України № 730-р від «Про визначення адміністративних центрів та затвердження територій територіальних громад Чернігівської області», селище увійшло до складу Тупичівської сільської громади.
19 липня 2020 року, в результаті адміністративно-територіальної реформи та ліквідації Городнянського району, селище увійшло до складу новоутвореного Чернігівського району.